# مقدونيا الغربية
إقليم مقدونيا الغربية هو أحد أقاليم اليونان.

## معرض صور

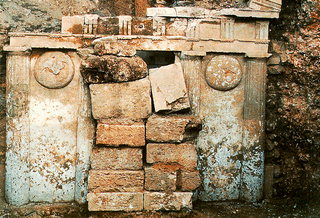
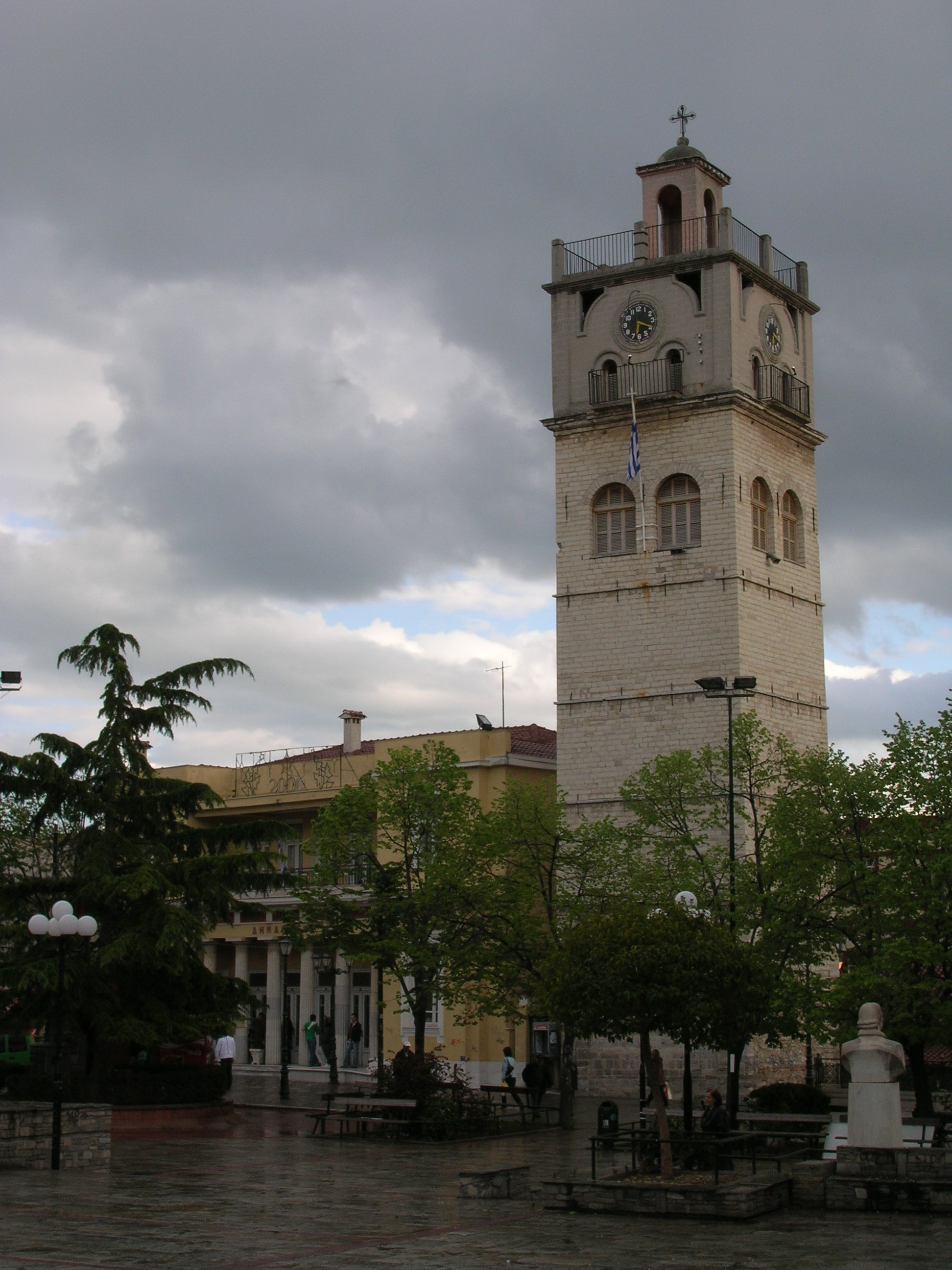
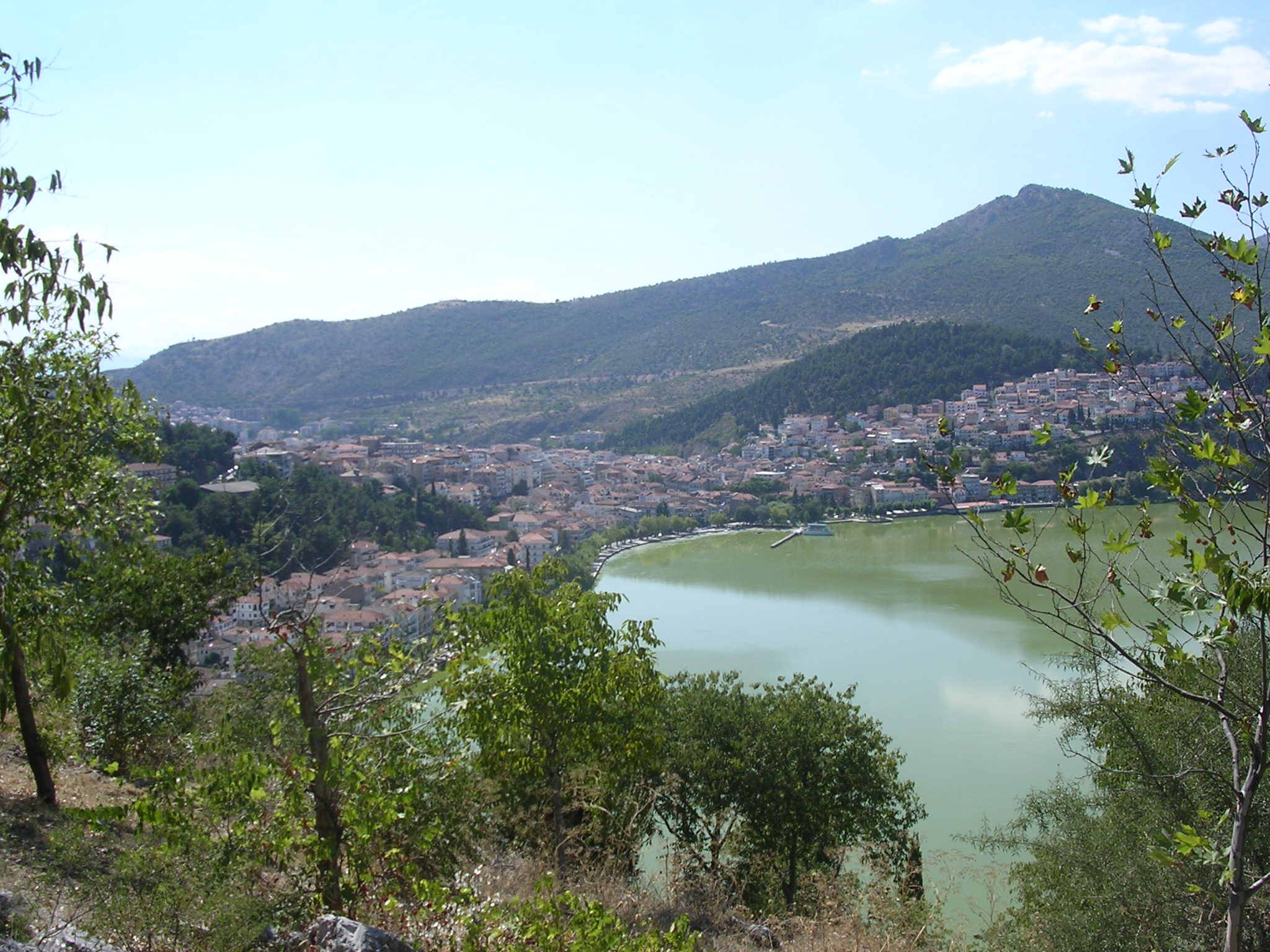
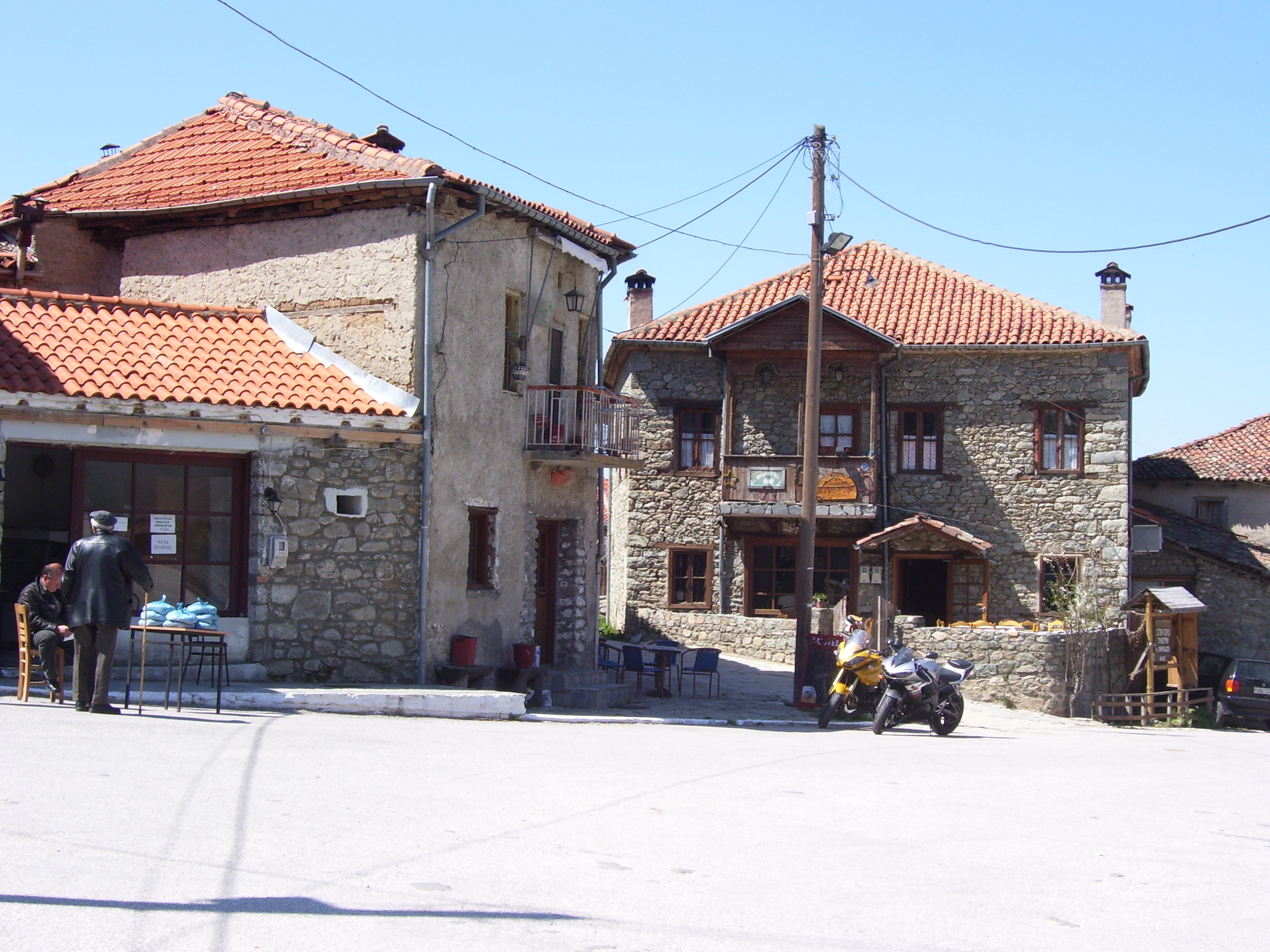
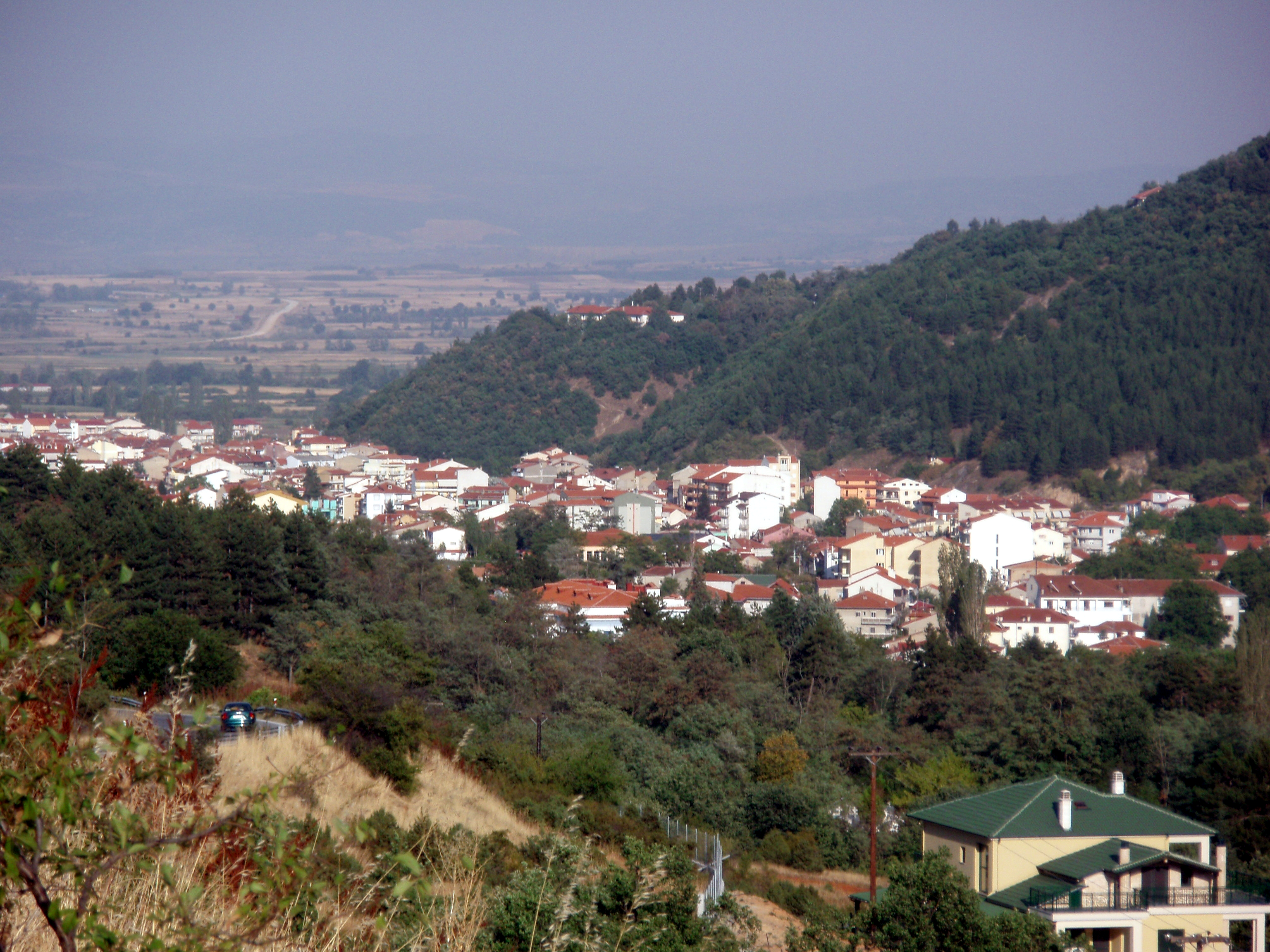